# Axiorygma
Axiorygma is een geslacht van kreeftachtigen uit de klasse van de Malacostraca (hogere kreeftachtigen).

## Soort
- Axiorygma nethertoni Kensley & Simmons, 1988